# Narancsos forradalom
A narancsos forradalom (ukránul: Помаранчева революція, magyar átírásban: pomarancseva revolucija) politikai eseménysorozat volt Ukrajnában 2004 novembere és 2005 januárja között. A polgári ellenállás különféle formáit felvonultató tüntetéssorozat a 2004-es ukrajnai elnökválasztáson elkövetett csalások miatt indult el, de a korrupt ukrán politikai elit elleni fellépéssé szélesedett. Az esemény a tüntetések mögött álló legfőbb politikai erő, a Mi Ukrajnánk (Наша Україна) narancssárga jelképéről kapta a nevét. A tüntetések jellegzetes megjelenési formája volt a sátortábor. A narancsos forradalom eredményeként a 2005 januárjában megismételt második választási fordulóban Viktor Juscsenkót választották Ukrajna elnökévé.